# Gesellschaft zum Notenstein
In der Gesellschaft zum Notenstein waren die Vertreter aus dem Ministerialadel sowie der Kaufmannschaft und der vornehmen Handwerkergeschlechter (Bürgerpatriziat) im Stadtrat der Stadt St. Gallen zusammengefasst.

## Geschichte
Für jeden Handwerker bestand Zunftzwang. In St. Gallen gab es sechs Zünfte, dazu die Gesellschaft zum Notenstein. In dieser schlossen sich im 15. Jahrhundert die Kaufleute der Stadt, welche bereits seit dem 13. Jahrhundert  mit Leinwand Fernhandel bis nach Spanien und Polen trieben, zur Wahrung wirtschaftlicher Interessen und Pflege der Geselligkeit zusammen. Ausser Leinen handelten die Notensteiner auch Pferde, Metalle, Gewürze oder Pelze.
Nachdem der alte Adel bis auf zwei Familien im Rheintal (Grafen von Hohenems und Freiherren von Sax) ausgestorben war, übernahmen Dienstadelige deren Ämter und erfolgreiche Kaufleute aus dem Leinwandhandel erstanden alte Burgen oder bauten selbst Schlösschen im Fürstenland und Rheintal. Somit grenzten sie sich von den in den Zünften organisierten Handwerkern immer mehr ab. Einige der bekannten Notensteiner Familien waren die von Fels, Zollikofer, Hochreutiner, von Saylern oder die Müller von Friedberg (heute nur noch Müller-Friedberg genannt).

## Das «Haus zum Notenstein»

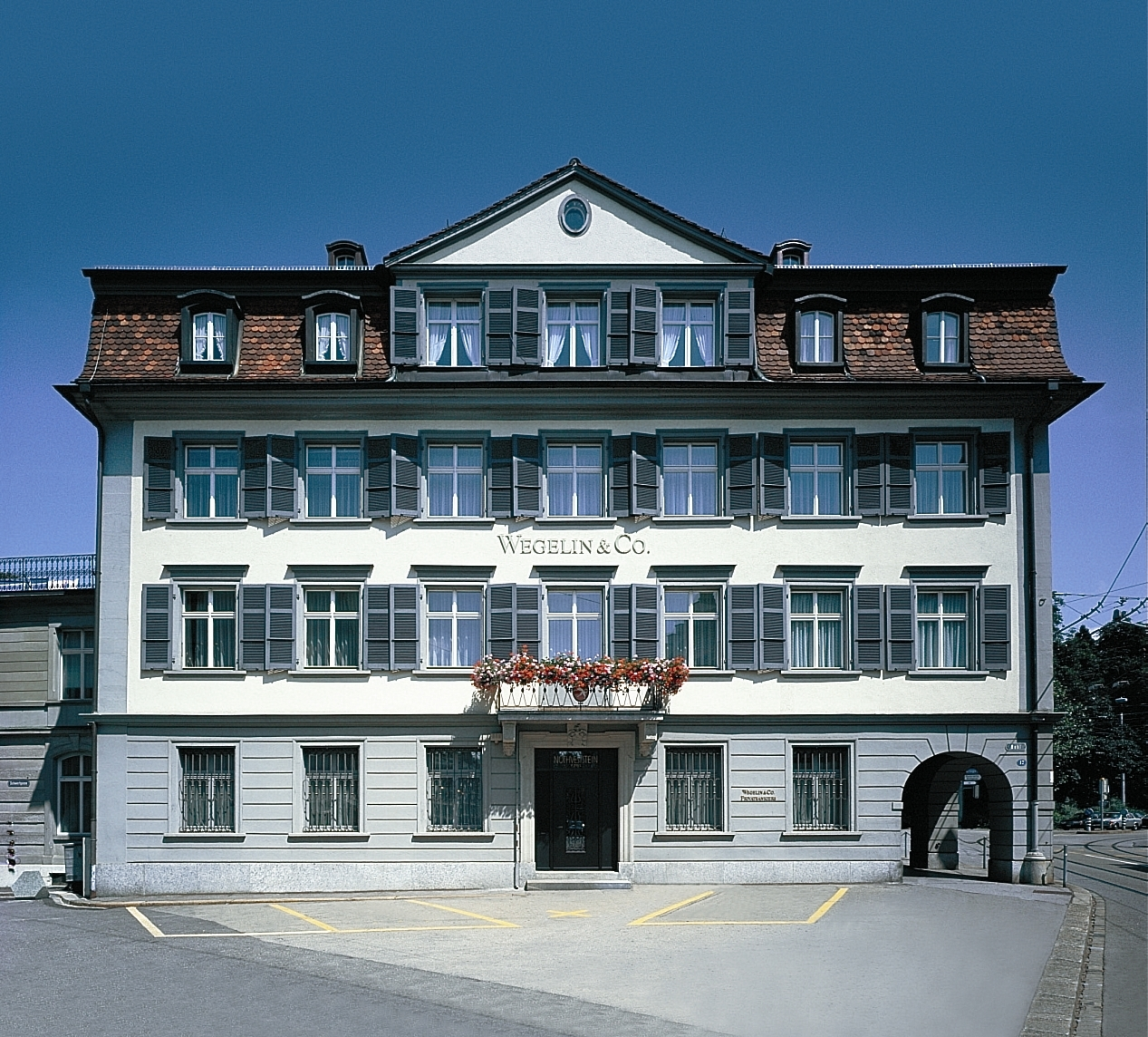
Das ehemalige Gesellschaftshaus «zum Notenstein» in St. Gallen

Der Name der Gesellschaft geht auf den Namen ihres Versammlungshauses «zum Notenstein» im Bohl zurück. 1798 wurde das Haus an die nachmalige Bank Wegelin & Co. verkauft, die es zu ihrem Hauptsitz machte. Heute ist es Sitz der St. Galler Niederlassung von Vontobel.

### Archivalien
- Notensteiner Protokoll 1466–1767 (Altes Stadtarchiv in der Vadiana Bibliothek, Nr. 590d)
- Notensteiner Matrikel 1637 (Altes Stadtarchiv in der Vadiana Bibliothek, Nr. 590b/c)
- Notenstein, Auszug der Sprüche, Verträge und Überkommnisse zwischen Abt und Stadt St. Gallen, 1373–1698, 1662ff. (Altes Stadtarchiv in der Vadiana Bibliothek, Nr. 590e)
- Notensteiner Statuten 1544 (Altes Stadtarchiv in der Vadiana Bibliothek, Nr. 590a)

### Bücher
- Albert Bodmer: Die Gesellschaft zum Notenstein und das Kaufmännische Directorium. Ein Beitrag zur Sozial- und Wirtschaftsgeschichte der alten Stadtrepublik St.Gallen (= Neujahrsblatt herausgegeben vom Historischen Verein des Kantons St. Gallen. Bd. 102). Tschudy, St. Gallen 1962.
- Rolf E. Kellenberg: Die Notensteiner. Von der Handelsgesellschaft zur Privatbank. Baden 2013.
- Herbert Lüthy: Die Tätigkeit der Schweizer Kaufleute und Gewerbetreibenden in Frankreich unter Ludwig XIV. und der Regentschaft (= Schweizerische Beiträge zur Wirtschafts- und Sozialwissenschaft. Heft 6). Sauerländer, Aarau 1943.
- August Näf: Historischer Bericht über Entstehung, Zweck und Verhältnisse der kaufmännischen Korporation und des Direktorialfonds in St. Gallen. Zollikhofer, St. Gallen 1840 (Volltext in der Google-Buchsuche).
- Aus der Urzeit des Schweizerlandes (= Neujahrsblatt des historisch-philologischen Lesevereins in St. Gallen. Bd. 1). Scheitlin und Zollikhofer, St. Gallen 1861 (Volltext in der Google-Buchsuche).